# Pinchas Lapide
Pinchas Lapide (Vienna, 28 novembre 1922 – Francoforte sul Meno, 23 ottobre 1997) è stato un diplomatico, teologo e storico delle religioni austriaco naturalizzato israeliano.

## Biografia
Nato a Vienna da una coppia di mercanti ebrei, crebbe in questa città dove frequentò lo Sperl-Gymnasium.
L'insegnamento delle Scritture al piccolo Pinchas fu affidato al nonno che lo educò alla tradizione ebraica.
Dopo l'Anschluß dell'Austria da parte della Germania di Hitler furono introdotte anche qui le leggi razziali e cominciarono le persecuzioni e gli abusi nei confronti degli ebrei. Lo stesso Pinchas vide suo padre costretto a pulire la strada con uno spazzolino da denti.
Nel 1938, all'età di 15 anni, lui stesso fu internato in un campo di concentramento vicino al confine ceco. A tal proposito dichiarò: "I cristiani mi hanno rinchiuso in un campo di concentramento, i cristiani mi hanno aiutato a fuggire".
Dopo la fuga passò dalla Cecoslovacchia alla Polonia per poi arrivare, infine, in Inghilterra dove trovò asilo presso un contadino.
Nel 1940 partì in nave verso la Palestina, che allora era ancora sotto mandato britannico.
Qui, sul Monte Gilboa, aiutò a creare uno dei primi kibbutz americani.
In seguito lavorò presso una colonia agricola vicino ad Haifa.
Nel 1941 iniziò il servizio militare nella Brigata ebraico-britannica che partecipò allo sbarco delle truppe britanniche in Italia.
Il libro Der Prophet von San Nicandro racconta la storia degli italiani che Lapide conobbe in questo periodo.
Dopo la fine della guerra tornò a Vienna come ufficiale di collegamento tra i russi e gli statunitensi.
Dopo il congedo nel 1946, studiò lingue all'Università di Vienna per due semestri, alla fine dei quali ottenne la licenza di interprete in italiano, russo, francese, tedesco e inglese.
Nel 1947 tornò in Palestina dove studiò ebraismo e storia del cristianesimo primitivo sotto Martin Buber.
Riscopertosi cittadino israeliano rimase tuttavia legato alle sue radici europee e mantenne per tutta la vita l'uso del tedesco in famiglia.
Tra il 1948 e il 1949 prestò servizio militare nell'esercito israeliano durante il quale prese parte a tre conflitti arabo-israeliani.
Dopo il 1949 continuò gli studi presso l'Università Ebraica di Gerusalemme.
Dal 1951 al 1962 Pinchas Lapide entrò nel servizio diplomatico del Ministero degli Esteri israeliano.
Nello svolgimento dei suoi incarichi diplomatici ebbe occasione di conoscere Papa Pio XII e il suo successore Giovanni XXIII.
Sul rapporto tra i leader della Chiesa cattolica e gli ebrei scrisse nel 1967 il libro Roma e gli ebrei.
Dal 1955 fu console e addetto stampa del governo israeliano a Milano.
A Milano ebbe diversi incontri con l'arcivescovo Giovanni Montini, futuro papa Paolo VI.
Tra il 1956 e il 1958 studiò letteratura all'Università Bocconi di Milano.
In questo periodo sposò Ruth Rosenblatt, una studiosa che condivideva le sue passioni sull'ecumenismo e sul dialogo interreligioso.
Dal 1962 al 1964 fu coordinatore del comitato interministeriale per i pellegrini in Israele. In questa veste preparò la visita di Papa Paolo VI in Israele nel gennaio del 1964.
Durante tutto questo periodo continuò presso la Hebrew University di Gerusalemme gli studi sul cristianesimo e il Nuovo Testamento iniziati a Milano e li integrò con lo studio delle lingue romanze, gli studi medievali e le scienze politiche presso lo stesso ateneo.
Successivamente collaborò con l'"American Institute for Bible Studies" e con l'"American College" di Gerusalemme.
A nome del governo israeliano tenne nel 1966 e 1968 delle conferenze presso alcune università e chiese degli Stati Uniti.
Nel 1969 fu ricercatore presso il Martin Buber Institut für Judaistik a Colonia dove ottenne il dottorato nel 1971 con la tesi: L'uso della lingua ebraica in comunità religiose cristiane, con particolare riferimento allo Stato di Israele.
Dal 1972 al 1975 insegnò presso l'Università Bar-Ilan di Gerusalemme.
Promosse instancabilmente con opere, conferenze, lezioni e programmi radiofonici, il dialogo ebraico-cristiano.
Nel 1993, a riconoscimento di questo sforzo di comprensione e riconciliazione tra ebrei e cristiani, venne insignito della Gran Croce al Merito di Germania da Richard von Weizsäcker, presidente della Repubblica Federale di Germania.
Morì il 23 ottobre del 1997 dopo una lunga malattia.

## Opere
- Der Prophet von San Nicandro. Vogt, Berlin 1963, Matthias-Grünewald-Verlag, Mainz 1986. ISBN 3-7867-1249-2
- Rom und die Juden. Gerhard Hess, Ulm 1967, 1997, 2005 (3.verb.Aufl.). ISBN 3-87336-241-4
- Nach der Gottesfinsternis. Schriftenmissions-Verl., Gladbeck 1970.
- Auferstehung. Calwer, Stuttgart 1977, 1991 (6.Aufl.). ISBN 3-7668-0545-2
- Die Verwendung des Hebräischen in den christlichen Religionsgemeinschaften mit besonderer Berücksichtigung des Landes Israel. Diss. Kleikamp, Köln 1971.
- Er predigte in ihren Synagogen. Mohn, Gütersloh 1980, 2004 (8.Aufl.). ISBN 3-579-01400-5
- Am Scheitern hoffen lernen. Mohn, Gütersloh 1985, 1988. ISBN 3-579-01413-7
- Wer war schuld an Jesu Tod? Mohn, Gütersloh 1987, 1989, 2000 (4.Aufl.). ISBN 3-579-01419-6
- Ist das nicht Josephs Sohn? Jesus im heutigen Judentum. Mohn, Gütersloh 1988 . ISBN 3-579-01408-0
- Ist die Bibel richtig übersetzt? 2 Bd. Mohn, Gütersloh 2004. ISBN 3-579-05460-0
- Der Jude Jesus. Patmos, Düsseldorf 1979, 2003 (3.Aufl.). ISBN 3-491-69405-1
- Paulus zwischen Damaskus und Qumran. Mohn, Gütersloh 1993, 1995, 2001. ISBN 3-579-01425-0